# Doué (Senegal)
Doué és una petita població del nord del Senegal que designa també un braç secundari del riu Senegal que corre paral·lel al sud del braç principal durant més de 100 km; a l'inici d'aquest braç es forma una mena d'estuari que els francesos anomenen "marigot", i que és conegut com a marigot de Doué. El braç de Doue formava antigament l'illa Morphil delimitada al nord i al sud pels dos braços del riu Senegal.